# Georges Pompidou
Georges Jean Raymond Pompidou (Montboudif, 5 de julho de 1911 – Paris, 2 de abril de 1974) foi um político francês que serviu como Presidente da França a partir de 1969 até sua morte em 1974. Anteriormente, ele foi primeiro-ministro da França de 1962 a 1968 — o mais longo mandato na história do cargo. Assessor do presidente Charles de Gaulle; como chefe de estado, ele foi um conservador moderado que restaurou o relacionamento da França com os Estados Unidos e manteve relações positivas com as ex-colônias recém-independentes na África.
Ele fortaleceu seu partido político, a União dos Democratas pela República ("Union des Democrates pour la République" ou UDR), para torná-lo um bastião do movimento gaullista. A presidência de Pompidou é geralmente tida em alta conta pelos comentaristas políticos franceses.

## Biografia
Georges Jean Raymond Pompidou nasceu em 5 de julho de 1911 na comuna de Montboudif, no departamento de Cantal, no centro da França. Depois de seu khâgne no Lycée Louis-le-Grand, onde fez amizade com o futuro poeta e estadista senegalês Léopold Sédar Senghor, ele frequentou a École Normale Supérieure, na qual se graduou como agrégation em literatura.
Ele primeiro ensinou literatura no liceu Henri IV em Paris até ser contratado em 1953 por Guy de Rothschild para trabalhar na Rothschild. Em 1956, foi nomeado gerente geral do banco, cargo que ocupou até 1962. Mais tarde, foi contratado por Charles de Gaulle para gerenciar a Fundação Anne de Gaulle para a síndrome de Down (a filha de Gaulle, Anne, tinha síndrome de Down).

## Primeiro Ministro
Jacques Chirac serviu como assessor do primeiro-ministro Pompidou e lembrou:
O homem parecia ser reservado, astuto, um pouco astuto - o que ele era, até certo ponto. No entanto, foi principalmente sua inteligência, cultura e competência que conferiu autoridade indiscutível sobre ele e impôs respeito ... Lembro-me de suas sobrancelhas indomadas, seu olhar penetrante e muito gentil, seu sorriso perceptivo, cheio de humor e malícia, sua voz com seu maravilhoso tom baixo, quente e cascalho, e uma figura que era poderosa e elegante. Naturalmente reservado, pouco dado a explosões emocionais, Pompidou não estabeleceu laços muito estreitos com os colegas. 

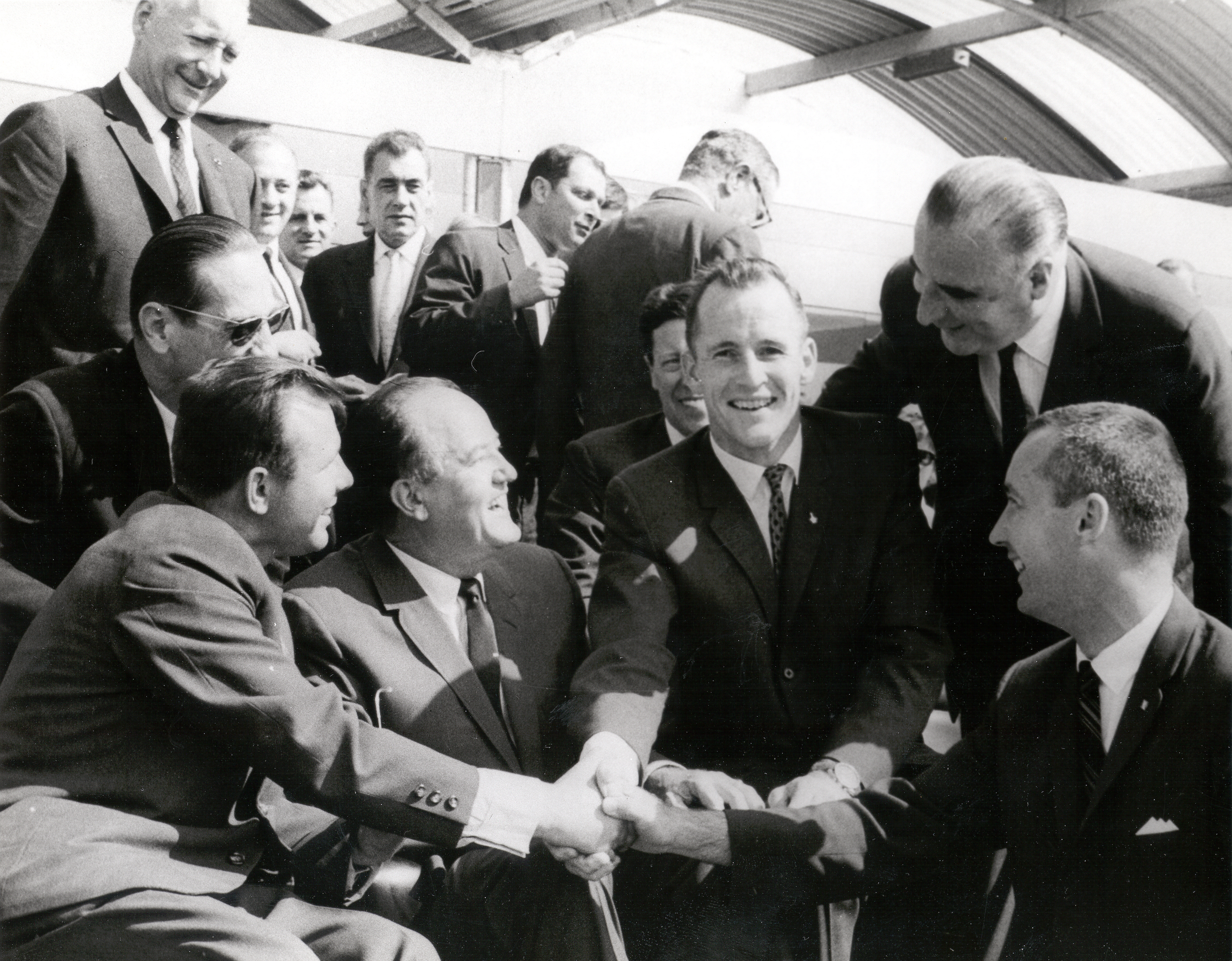
Pompidou (canto superior direito) com o cosmonauta soviético Yuri Gagarin e os astronautas do Gemini 4 no Paris Air Show de 1965

Ele serviu como primeiro-ministro da França no governo de Gaulle depois que Michel Debré renunciou, de 14 de abril de 1962 a 10 de julho de 1968, e até hoje é o primeiro-ministro francês mais antigo na Quinta República. Sua nomeação foi polêmica porque ele não era membro da Assembleia Nacional. Em outubro de 1962, ele foi derrotado em um voto de censura, mas de Gaulle dissolveu a Assembleia Nacional. Os gaullistas venceram as eleições legislativas e Pompidou foi reconduzido ao cargo de primeiro-ministro. Em 1964, ele enfrentou uma greve de mineiros. Ele liderou a campanha legislativa de 1967 da União dos Democratas pela Quinta República para uma vitória estreita. Pompidou era amplamente considerado o responsável pela resolução pacífica do levante estudantil de maio de 1968. Sua estratégia era quebrar a coalizão de estudantes e trabalhadores negociando com sindicatos e empregadores.
No entanto, durante os eventos de maio de 1968, surgiram divergências entre Pompidou e de Gaulle. Pompidou não entendeu por que o presidente não o informou de sua partida para Baden-Baden em 29 de maio. O relacionamento deles, até então muito bom, seria tenso a partir de então. Pompidou liderou e venceu a campanha legislativa de 1968, supervisionando uma tremenda vitória do Partido Gaullista. Ele então renunciou. No entanto, em parte devido às suas ações durante a crise de maio de 1968, ele apareceu como o sucessor natural de De Gaulle. Pompidou anunciou sua candidatura à presidência em janeiro de 1969. Algumas semanas depois, o nome de sua esposa foi mencionado no caso Markovic, assim parecendo confirmar o status de seu marido tendo sido traído. Pompidou tinha certeza de que o círculo interno de De Gaulle era o responsável por essa mancha.
Na política social, o mandato de Pompidou como primeiro-ministro testemunhou o estabelecimento do Fundo Nacional de Emprego em 1963 para conter os efeitos negativos sobre o emprego causados pela reestruturação industrial.

## Presidente
Após o fracasso do referendo constitucional de 1969, De Gaulle renunciou e Pompidou foi eleito presidente da França. Na eleição geral de 15 de junho de 1969, ele derrotou o presidente centrista do Senado e o presidente em exercício Alain Poher por uma ampla margem (57% -42%). Embora um gaullista, Pompidou era mais pragmático do que de Gaulle, notavelmente facilitando a adesão do Reino Unido à Comunidade Europeia em 1º de janeiro de 1973. Ele embarcou em um plano de industrialização e iniciou o projeto Arianespace, bem como o projeto TGV, e promoveu o programa nuclear civil francês. Ele era cético em relação ao programa da "Nova Sociedade" de seu primeiro-ministro, Jacques Chaban-Delmas. Em 1972, ele substituiu Chaban-Delmas por Pierre Messmer, um gaullista mais conservador. Enquanto a oposição de esquerda se organizava e propunha um Programa Comum antes das eleições legislativas de 1973, Pompidou ampliou sua maioria presidencial ao incluir partidos pró-europeus de centro. Além disso, deu atenção especial às necessidades regionais e locais para fortalecer seu partido político, a UDR (Union des Democrates pour la Ve République), que ele fez uma força central e duradoura no movimento gaullista.

### Relações exteriores
Os Estados Unidos estavam ansiosos para restaurar relações positivas com a França após a saída de De Gaulle do cargo. O novo presidente dos Estados Unidos, Richard Nixon, e seu principal conselheiro Henry Kissinger admiravam Pompidou; os políticos estavam de acordo na maioria das questões políticas importantes. Os Estados Unidos se ofereceram para ajudar o programa nuclear francês. Dificuldades econômicas, no entanto, surgiram após o Choque de Nixon e a recessão de 1973-75, especialmente sobre o papel do dólar americano como meio para o comércio mundial.
Pompidou procurou manter boas relações com as ex-colônias francesas recém-independentes na África. Em 1971, ele visitou a Mauritânia, Senegal, Costa do Marfim, Camarões e Gabão. Ele trouxe uma mensagem de cooperação e ajuda financeira, mas sem o paternalismo tradicional. Mais amplamente, ele fez um esforço para promover relações mais estreitas com os países do Norte da África e do Oriente Médio, a fim provar o desenvolvimento incluindo todas as nações que fazem fronteira com o Mediterrâneo.

### Modernizando Paris
O mandato de Pompidou foi marcado por constantes esforços para modernizar a capital da França. Ele liderou a construção de um museu de arte moderna, o Centre Beaubourg (rebatizado de Centre Pompidou após sua morte), na periferia da área de Marais, em Paris. Outras tentativas de modernização incluíram demolir os mercados ao ar livre em Les Halles e substituí-los pelo shopping de mesmo nome, construindo a Torre Montparnasse e construindo uma via expressa na margem direita do Sena.

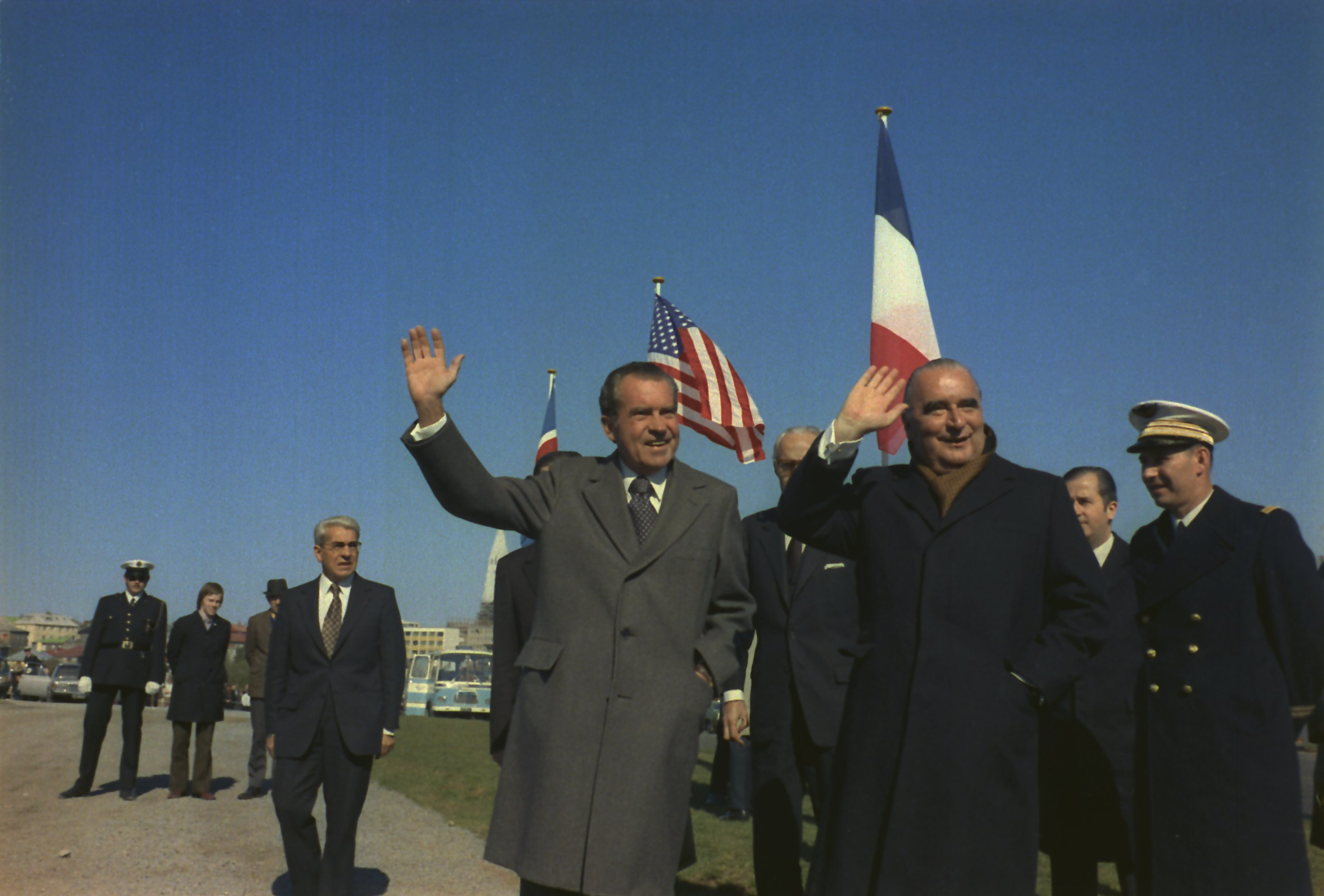
Pompidou com o presidente dos EUA Richard Nixon em Reykjavík, 31 de maio de 1973.
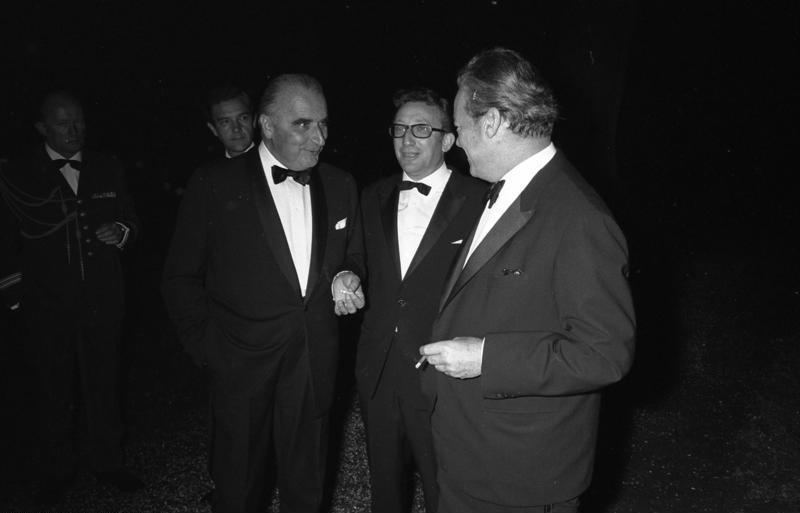
Pompidou com o chanceler da Alemanha Ocidental, Willy Brandt, em Colônia, 3 de julho de 1972.

## Morte no cargo
Ainda no cargo, Pompidou morreu em 2 de abril de 1974, às 21h, enquanto estava em seu apartamento, de macroglobulinemia de Waldenström. Seu corpo foi sepultado em 4 de abril, no cemitério de Orvilliers, onde comprou uma velha casa de padeiro que transformou em casa de fim de semana. O serviço memorial oficial para ele foi realizado em Notre-Dame de Paris com a presença de 3 000 dignitários (incluindo 28 chefes de estado e representantes de 82 países).
A esposa de Pompidou, Claude Pompidou, sobreviveria a ele por mais de trinta anos. O casal teve um filho (adotado), Alain Pompidou, que passou a servir como presidente do Instituto Europeu de Patentes.
A França retirou-se do Festival Eurovisão da Canção de 1974, que aconteceu apenas quatro dias após a morte de Pompidou, como um sinal de respeito.

## Trabalhos
- Anthologie de la Poésie Française, Livre de Poche/Hachette, 1961
- Le Nœud gordien, éd. Plon, 1974
- Entretiens et discours, deux vol., éd. Plon, 1975
- Pour rétablir une vérité, éd. Flammarion, 1982